# Agnieszka głogowska

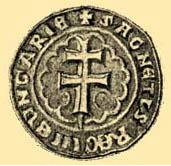
Pieczęć Agnieszki, królowej węgierskiej

Agnieszka głogowska (ur. 1293–1296/1297, zm. 25 grudnia 1361) – księżniczka głogowska, księżna dolnobawarska, tytułująca się królową węgierską z dynastii Piastów.
Córka księcia głogowskiego Henryka III i Matyldy brunszwickiej. Żona księcia Dolnej Bawarii i króla Węgier Ottona III, a po jego śmierci hrabiego Alrama z Hals. Matka księcia Dolnej Bawarii Henryka II.

## Kwestia narodzin
Wśród dzieci Henryka III głogowskiego i Matyldy brunszwickiej Agnieszka umownie zajmuje trzecie miejsce, jednakże mogła urodzić się zarówno jako ich pierwszy jak i czwarty potomek, wątpliwości nie ma jedynie co do jej starszeństwa wśród córek książęcej pary. Uznając, że urodziła się po Henryku i Konradzie, a małżeństwo jej rodziców zostało zawarte w 1291, początkowy termin daty narodzin Piastówny przypada na koniec 1293. Z całą pewnością można przyjąć, że urodziła się najpóźniej w 1298. Otrzymany przedział lat jej narodzin można zawęzić w oparciu o datę zawarcia przez nią pierwszego małżeństwa. Miało ono miejsce 18 maja 1309, a Agnieszka, żeby móc być wydana za mąż, musiała mieć wówczas ukończone 12 lat. Jeżeli data narodzin jej pierwszego dziecka – 1310 ma potwierdzenie w źródłach, to datę urodzenia Piastówny można ostatecznie ująć w przedziale lat 1293–1296/1297.

## Małżeństwo z Ottonem III Bawarskim
Przed końcem lutego 1308 doszło do zaręczyn Agnieszki z Ottonem III Bawarskim z dynastii Wittelsbachów, natomiast ślub odbył się 18 maja 1309 w Straubing. Dzięki temu małżeństwu ojciec Piastówny, Henryk III, zbliżył się do nowego króla Czech Henryka Karynckiego, tym samym umniejszając szanse swojego rywala w staraniach o Wielkopolskę, wysuwającego pretensje do korony czeskiej, Bolesława III wrocławskiego. Agnieszka była drugą żoną Ottona. Pierwszą małżonką Wittelsbacha była Katarzyna, córka króla Niemiec Rudolfa I Habsburga, poślubiona przez niego w styczniu 1279. Z tego małżeństwa rok później urodzili się zmarli jeszcze w tym samym roku bliźniacy: Henryk i Rudolf. Ich matka zmarła dwa lata później, 4 kwietnia 1282. Otto III od 1290 zasiadał na książęcym tronie Dolnej Bawarii, w 1305 koronował się na króla Węgier jako Bela V. W 1307 został uwięziony przez wojewodę siedmiogrodzkiego, stronnika pretendenta do tronu węgierskiego, Karola Roberta, ale na początku następnego roku zbiegł z niewoli. Pomimo że Karol Robert opanował całe Węgry i w 1310 koronował się na króla, Otto III do końca życia tytułował się królem Węgier. Podobnie Agnieszka do końca życia używała tytułu królowej węgierskiej. Ze związku jej i Ottona narodziło się dwoje dzieci: w 1310 córka Agnieszka, a 28 sierpnia 1312 syn Henryk. Otto zmarł kilkanaście dni po narodzinach swego następcy, a trzy lata po ślubie z Piastówną, 9 września 1312 w Landshut.

## Małżeństwo z Alramem z Hals
Błędne jest stanowisko, iż po raz drugi Agnieszka wyszła za Albrechta, hrabiego Hals. Żoną Albrechta, która po jego śmierci w 1334 została wdową, była Udelhilda z dynastii Hohenzollernów. Również nieprawdziwy jest pogląd twierdzący, iż drugie małżeństwo Piastówna zawarła latem 1319. Najprawdopodobniej latem 1329 Agnieszkę poślubił brat Albrechta, Alram z Hals. Piastówna ponownie niedługo była mężatką. Jej drugi mąż zmarł dwa lata po ślubie, w 1331. Nie jest wiadome, czy z tego związku miała dzieci.

## Śmierć
Agnieszka zmarła 25 grudnia 1361. Została pochowana w opactwie cysterskim w Seligenthal Landshut.